# Patrick Devreux
Vous pouvez aider à l'améliorer ou bien discuter des problèmes sur sa page de discussion.
- Il ne s’appuie pas, ou pas assez, sur des sources secondaires ou tertiaires. (Marqué depuis août 2020)
- Il contient une ou plusieurs listes. Le texte gagnerait à être rédigé sous la forme d’un ou plusieurs paragraphes synthétiques, afin d’être plus agréable à lire. (Marqué depuis août 2020)
- Il n’est pas rédigé dans un style encyclopédique. (Marqué depuis août 2020)

- Archive Wikiwix
- Bing
- Cairn
- DuckDuckGo
- E. Universalis
- Gallica
- Google
- G. Books
- G. News
- G. Scholar
- Persée
- Qwant
- (zh) Baidu
- (ru) Yandex
- (wd) trouver des œuvres sur Wikidata

Patrick Devreux, né en 1949 à Paris, est un peintre, graveur et lithographe français. Il vit et travaille à Saint-Christol-de-Rodières et à Avignon. Il est aussi professeur à l’École nationale supérieure des beaux-arts de Paris de 2001 à 2015.

## Biographie

### Formation
Patrick Devreux grandit à Paris dans le quartier des Batignolles. Au sortir du lycée, en 1967, il fréquente un temps l’atelier préparatoire aux écoles d’art de Penninghen, où il pratique le dessin.
Son apprentissage et son implication dans le monde de l’imprimerie au moment des évènements de l’année 68 seront constitutifs. C’est la découverte simultanée d’un moyen d’expression et d’un outil de diffusion formidables. Par la suite, la création d’œuvres imprimées restera indissociable de son engagement et de ses valeurs sociales et politiques, de son rapport à l’art et au collectif.[Interprétation personnelle ?]
À l’automne 1968, il rejoint l’Atelier du mai, fondé par Georges Raimondo et Jean Vaugeois, où il rencontre l’artiste Evelyn Julie Gerbaud, qui deviendra sa compagne. L’année suivante, il est admis à l’École nationale supérieure des beaux-arts de Paris et entre dans l’atelier de lithographie de Georges Dayez. Parallèlement, il commence à travailler en tant que greneur et ouvrier lithographe chez différents imprimeurs lithographes (atelier Jean Pons ou Claude Manesse). Il se lie d’amitié avec les artistes Abraham Hadad, Françoise Magrangeas et Orjan Wikström.  
Au début des années 1970, il crée et imprime des affiches avec Philippe Moreau et Evelyn Julie Gerbaud pour l’Alliance syndicaliste d’obédience anarcho-syndicaliste (avec Jacky Toublet, Roger Hoyez, Alain Pécunia). Il collabore également aux Éditions Spartacus, fondées et dirigées par René Lefeuvre, qui publient des textes marxistes anti-autoritaires et diffusent notamment la pensée de Rosa Luxemburg. Il réalise plusieurs couvertures des cahiers mensuels Spartacus.

### Le travail à l’œuvre
À partir de 1971, il mène parallèlement une activité de peintre et de lithographe. En 1975, il installe avec sa compagne Evelyn Julie Gerbaud une imprimerie de lithographie et de gravure à Saint-Christol-de-Rodières, un village au nord du Gard. Dans cet atelier, ils impriment pendant près de vingt ans leurs propres estampes ainsi que des lithographies et des livres d’artistes d'amis invités tels qu'Abraham Hadad, Mark Alsterlind, Marc Giai-Miniet, Orjan Wiksrtöm, Richard Davies, Paul Wunderlich, Serge Uberti, Françoise Magrangeas, Jean Rustin et Enki Bilal.
Ses éditions et lithographies sont régulièrement exposées à la FIAC-Edition et à la Biennale du Livre d’Artiste d’Uzerche. Un grand nombre de ces estampes sont acquises par des artothèques municipales (Arles, Miramas, Auxerre, Cherbourg, Chambéry…) ainsi qu’au Département des estampes et de la photographie de la Bibliothèque nationale de France.
À partir de 1979, son œuvre est exposée au Salon de Mai puis au Salon des réalités nouvelles. Il rentre au Comité directeur du Salon de mai en 1997. 
En 1986, il rencontre le poète et écrivain Joël Bastard, avec qui il collabore sur un premier ouvrage, Désirs esquimaux. D'autres collaborations suivent, avec Joël Bastard et avec d'autres écrivains, comme Nicole Malinconi, Armand Dupuy et Anne Collongues. La même année, ses peintures sont remarquées par Gaston Diehl qui le fait exposer au Théâtre du Rond-Point à Paris dans l’exposition Sous le signe du taureau qui réunit les œuvres d'une soixantaine d'artistes.
En 1996, il commence une collaboration qui durera plusieurs années avec la revue littéraire et artistique trimestrielle Passage d’encres dirigée par Christiane Tricoit.

### Collaborations et transmission
Il rencontre Michèle Emiliani en 1994 et expose régulièrement dans sa galerie à Dieulefit.
En 1998, il est nommé enseignant à l’École nationale supérieure des beaux-arts de Paris, puis professeur en 2001 et le restera jusqu’en 2015.
En 2005, il expose à la galerie Artfrance Avenue Matignon à Paris jusqu’à la fermeture de cette galerie en 2015. 
En 2017, Patrick Devreux et Evelyn Julie Gerbaud décident d’arrêter la production de lithographie et donnent une partie de leur matériel lithographique — machine-plate et pierres lithographiques — à La Buena Impresion, une association d’artistes basée à Oaxaca de Juárez, au Mexique. En 2019, ils font un long séjour à Oaxaca pour installer la machine, partager leur expérience, passer le relais. Ils s’associeront au travail de La Buena Impresion mené avec les communautés rurales de l’État de Oaxaca ainsi qu’avec les détenus de la maison d’arrêt de cette ville.
Depuis 2018, il expose à la galerie Thome, rue Mazarine à Paris.
En 2018, la médiathèque de Bagnols-sur-Cèze consacre une exposition à son œuvre gravé et lithographié ainsi qu’aux ouvrages de bibliophilie et livres illustrés. Cette exposition est préfacée par Alain Girard, conservateur en chef du patrimoine.

## Expositions

### Expositions personnelles
Patrick Devreux expose depuis 1977 en France et à l’étranger.
Expositions récentes :
- 1998 :
  - Galerie Arguments, Montbazon
  - Galerie Sander, Aby, Suède
  - Galerie Nielson et Wuetrich, Thoune, Suisse
  - Galerie Michèle Emiliani, La Bégude de Mazenc, Drome
- 1999 : Galerie Le Soleil sur la Place, Lyon
- 2000 :
  - Galerie Serge Emiliani, Dieulefit, Drome
  - Galerie Van Neygen, Temse, Belgique
  - Fine Arts Internationale, Matsuzakaya, Tokyo, Japon
- 2001 :
  - Hôtel de Ville de Villeurbanne
  - Galerie Chantal Kensey, Paris
- 2002 : Galerie Le Soleil sur Place, Lyon
- 2003 :
  - Galerie Arguments -Esvres sur Indre
  - Galerie Michèle Emiliani, La Bégude de Mazenc, Drome
- 2005 :
  - Galerie Ombre et Lumière, Orléans
  - Galerie S. Emiliani, Dieulefit, Drome
- 2007 : Galerie ARTFRANCE, Paris, catalogue ArtFrance, texte Lydia Harambourg
- 2010 : Galerie ARTFRANCE, Paris
- 2012 :
  - Semaine de la Culture Française à Siaulai et à Vilnius, Lituanie
  - Galerie S. Emiliani, Dieulefit, Drome
- 2014 : Galerie ARTFRANCE, Paris
- 2015 : Librairie Le Chant de la Terre, estampes et livres d’artistes, Pont-Saint-Esprit
- 2016 : Galerie Christine Colon, Liège, Belgique
- 2017 :
  - Galerie S.Emiliani, Dieulefit, Drome
  - Librairie Le Chant de la Terre, lithographies et gravures, Pont-Saint-Esprit
  - Galerie Les 4 vents, St Julien le Montagnier, Var/France et Goteborg/Suède
- 2018 :
  - Galerie Thomé, Paris
  - Médiathéque de Bagnols-sur-Céze, lithographies, gravures et livres d’artiste
  - Galerie Les 4 vents, Goteborg, Suède.
- 2019 : Galerie de la Buena Impresion, Oaxaca de Juarez, Mexique.

### Expositions de groupe
- France : Bibliothèque nationale de France, Mois de l’Estampe, Musée du Colombier et PAB à Alès, Figurabstraction, Angers, les 100 ans du journal l’Humanité.
- Allemagne : Galerie municipale de Brunswick
- Finlande :  Graphica Creativa
- Espagne : Institut Français de Barcelone
- Japon : Tokyo : O Art Muséum Osaki
- Suisse : Thoune, Galerie Zur alten deutschen Schule

### Biennales et Salons
- Salon de Mai, Paris (depuis 1978)
- Réalités Nouvelles, Paris
- Salon des 109, Paris
- Biennale du Livre d'Artistes d'Uzerche et de St Yrieix-la-Perche
- FIAC (1990, 1991, 1992, 1993, 1994)
- ArtJonction, Nice
- Bharat Bhavan International Biennale of print art (2001)
- Biennale d’Allauch (2009)
- Biennale de la gravure de Sarcelles

## Publications
- Éditions St Christol-de-Rodières
  - 1986, Désirs Esquimaux, 7 gravures, textes de Joël Bastard.
  - 1997, Le bain, 7 lithographies avec, L. Downie, O. Wikström, M. Giai-Miniet, A. Hadad, E. Gerbaud, M. Potier, texte d'Ovide, Les Métamorphoses.
  - 1999, Nos chiens, portefolio, lithographies avec O. Wikström, A. Hadad, P. Repp, E. Gerbaud, textes de B. Taudte-Repp et J. Bastard.
  - 2005, Dans la maison, 14 photographies héliogravées, texte de Joël Bastard.
- Éditions J. Bremond
  - 1993, Mémorandum de porcelaine, gravure, textes de Joël Bastard.
- Éditions Esperluète
  - 2009, Sous le piano, avec Nicole Malinconi[13].
  - 2013, Ce soir Neil Armstrong marchera sur la lune, avec Joël Bastard[14].
  - 2018, Le Gant, avec Anne Collongues[15]
  - 2023, L'instant vertical, avec Anne Collongues.
- Éditions Trames
  - 2011, Paysage au pied levé, avec Joël Bastard
- Éditions Tandem
  - 2006, Les intérieurs, avec Nicole Malinconi
- Aux livres pauvres de Daniel Leuwers, avec Joël Bastard et Armand Dupuy

## Acquisitions publiques
- Cabinet des estampes et de la photographie de la BnF
- Collection de L’École Nationale Supérieure des Beaux-arts de Paris
- Musée de St Rémy de Provence
- Musée Saint Germain/Artothèque, Auxerre
- Médiathèques et Artothèques de Nîmes, Montpellier, Arles, Miramas, La Rochelle, Chambéry, Auxerre, Cherbourg, Marseille, La Roche-sur-Yon.
- Bibliothèques de Lyon, Dijon, Nîmes, Auxerre et Tournai (Belgique)